# John Edward Williams
John Edward Williams (Clarksville, 29 agosto 1922 – Fayetteville, 3 marzo 1994) è stato un romanziere e poeta statunitense, vincitore di un National Book Award per la narrativa nel 1973.

## Biografia
Nato in una famiglia di modeste condizioni economiche, si iscrisse all'Università di Denver solo dopo la fine della Seconda guerra mondiale alla quale aveva preso parte in qualità di sergente delle United States Army Air Forces in India e in Birmania dal 1942 al 1945. Si dedicò agli studi e a Denver ricevette il Bachelor of Arts nel 1949 e il Master of Arts nel 1950. Durante la sua permanenza all'Università di Denver pubblicò i suoi primi due libri: il romanzo Nothing But the Night (1948) e la raccolta di poesie The Broken Landscape (1949). Nel 1950 Williams si iscrisse all'Università del Missouri, dove nel 1954 ottenne un dottorato di ricerca in Letteratura inglese.
Nell'autunno del 1955 Williams tornò all'Università di Denver come assistant professor di Scrittura creativa. Nel 1960 pubblicò il suo secondo romanzo Butcher's Crossing, nel quale descrisse la vita di frontiera nel Kansas attorno al 1870; ha curato l'antologia English Renaissance Poetry in lingua inglese nel 1963; due anni dopo pubblicò la sua seconda raccolta poetica (The Necessary Lie). Fu inoltre il fondatore della rivista University of Denver Quarterly (più tardi Denver Quarterly), di cui fu direttore fino al 1970. Il terzo romanzo di Williams, Stoner, la storia romanzata di un professore universitario di inglese, fu pubblicato dalla Viking Press nel 1965, mentre il suo quarto romanzo, Augustus (Viking, 1972), una rappresentazione dei tempi violenti di Augusto, pubblicato nel 1972, vinse il National Book Award nel 1973 ex aequo con Chimera di John Barth. Un quinto romanzo, intitolato The Sleep of Reason (Il sonno della ragione), rimase incompiuto a causa della sua morte.

## Opere

### Romanzi
- Nothing But the Night (1948)
  - Nulla, solo la notte, traduzione di Stefano Tummolini, Collana Le strade n.230, Roma, Fazi, 27 febbraio 2014, ISBN 978-88-641-1702-7.
  - Nulla, solo la notte, traduzione di L. Carra, Collana Oscar Moderni, Milano, Mondadori, 2023, ISBN 978-88-047-7361-0.
- Butcher's Crossing (1960)
  - Butcher's Crossing, traduzione di Stefano Tummolini, Collana Le strade n.217, Roma, Fazi, 8 marzo 2013, ISBN 978-88-641-1281-7.
  - Butcher's Crossing, traduzione di Dario Diofebi, Collana Oscar Moderni, Milano, Mondadori, 2023, ISBN 978-88-047-4726-0.
- Stoner (1965)
  - Stoner, trad. di Stefano Tummolini, Postfazione di Peter Cameron, Collana Le strade n.202, Roma, Fazi, 2012, ISBN 978-88-641-1236-7.
- Augustus (1972) Vincitore del National Book Award per la narrativa.[3]
  - Augustus, traduzione di Bruno Oddera, Milano, Sperling & Kupfer, 1974; Milano, Frassinelli, 1984.
  - Augustus, traduzione di Bruno Oddera riveduta da Antonella Lattanzi, Roma, Castelvecchi, 2010, ISBN 978-88-761-5406-5, ISBN 978-88-682-6018-7.
  - Augustus, traduzione di Stefano Tummolini, Collana Le strade n.326, Roma, Fazi, 2017, ISBN 978-88-932-5140-2.
  - Augustus, traduzione di Stella Sacchini, Collana Oscar Cult, Milano, Mondadori, 2022, ISBN 978-88-047-4915-8.

### Poesie
- The Broken Landscape: Poems (1949)
- The Necessary Lie (1965)

### Raccolte
- Opere, traduzione di Stefano Tummolini, Introduzione di Francesco Pacifico, Cronologia e Notizie a cura di Charles J. Shields, Collana I Meridiani, Milano, Mondadori, 2024, ISBN 978-88-047-6032-0.